# Eulachnesia humeralis
Eulachnesia humeralis là một loài bọ cánh cứng trong họ Cerambycidae.